# Marcus Nilson
Pour les articles homonymes, voir Nilson.
Marcus Nilson (né le 1er mars 1978 à Bålsta en Suède) est un joueur professionnel suédois de hockey sur glace. Il évolue au poste d'ailier gauche.

## Biographie

### Carrière en club
En 1995, il commence sa carrière en senior avec le Djurgårdens IF en Elitserien. Il est choisi en 1996 au cours du repêchage d'entrée dans la Ligue nationale de hockey par les Panthers de la Floride en 1er ronde, en 20e position. En 1997, il part en Amérique du Nord. À partir de 2000, il parvient à gagner sa place dans la LNH. Le 8 mars 2004, il est échangé aux Flames de Calgary en retour d'un choix de seconde ronde au repêchage d'entrée dans la LNH 2004 (David Booth). Les Flames atteignent la finale de la Coupe Stanley mais sont défaits par le Lightning de Tampa Bay en sept manches. En 2008, il intègre l'effectif du Lokomotiv Iaroslavl de la Ligue continentale de hockey.

### Carrière internationale
Il représente la Suède en senior depuis les championnats du monde 2003 où l'équipe remporte l'argent. Il dispute également les championnats du monde de 2008, 2009 (bronze) et 2010 (bronze) ainsi que la Coupe du monde 2004, soit au total 56 sélections.

## Trophées et honneurs personnels
Championnat d'Europe junior
- 1996: élu meilleur attaquant.

## Parenté dans le sport
Son frère Patrik Nilson est également professionnel.

## Statistiques

### En club
| Saison     | Équipe                   | Ligue      |     | Saison régulière | Saison régulière | Saison régulière | Saison régulière | Saison régulière |    | Séries éliminatoires | Séries éliminatoires | Séries éliminatoires | Séries éliminatoires | Séries éliminatoires |
| Saison     | Équipe                   | Ligue      | PJ  | B                | A                | Pts              | Pun              | PJ               | B  | A                    | Pts                  | Pun                  |                      |                      |
| 1995-1996  | Djurgårdens IF Stockholm | Elitserien | 12  | 0                | 0                | 0                | 0                | 1                | 0  | 0                    | 0                    | 0                    |                      |                      |
| 1996-1997  | Djurgårdens IF Stockholm | Elitserien | 37  | 0                | 3                | 3                | 33               | 4                | 0  | 0                    | 0                    | 0                    |                      |                      |
| 1997-1998  | Djurgårdens IF Stockholm | Elitserien | 41  | 4                | 7                | 11               | 18               |                  |    |                      |                      |                      |                      |                      |
| 1998-1999  | Panthers de la Floride   | LNH        | 8   | 1                | 1                | 2                | 5                | --               | -- | --                   | --                   | --                   |                      |                      |
| 1998-1999  | Beast de New Haven       | LAH        | 69  | 8                | 25               | 33               | 10               | --               | -- | --                   | --                   | --                   |                      |                      |
| 1999-2000  | Panthers de la Floride   | LNH        | 9   | 0                | 2                | 2                | 2                | --               | -- | --                   | --                   | --                   |                      |                      |
| 1999-2000  | Panthers de Louisville   | LAH        | 64  | 9                | 23               | 32               | 52               | 4                | 0  | 0                    | 0                    | 2                    |                      |                      |
| 2000-2001  | Panthers de la Floride   | LNH        | 78  | 12               | 24               | 36               | 74               | --               | -- | --                   | --                   | --                   |                      |                      |
| 2001-2002  | Panthers de la Floride   | LNH        | 81  | 14               | 19               | 33               | 55               | --               | -- | --                   | --                   | --                   |                      |                      |
| 2002-2003  | Panthers de la Floride   | LNH        | 82  | 15               | 19               | 34               | 31               | --               | -- | --                   | --                   | --                   |                      |                      |
| 2003-2004  | Panthers de la Floride   | LNH        | 69  | 6                | 13               | 19               | 26               | --               | -- | --                   | --                   | --                   |                      |                      |
| 2003-2004  | Flames de Calgary        | LNH        | 14  | 5                | 0                | 5                | 14               | 26               | 4  | 7                    | 11                   | 12                   |                      |                      |
| 2004-2005  | Djurgardens IF Stockholm | Elitserien | 48  | 17               | 22               | 39               | 110              | 7                | 1  | 2                    | 3                    | 10                   |                      |                      |
| 2005-2006  | Flames de Calgary        | LNH        | 70  | 6                | 11               | 17               | 32               | -                | -  | -                    | -                    | -                    |                      |                      |
| 2006-2007  | Flames de Calgary        | LNH        | 63  | 5                | 10               | 15               | 27               | 6                | 0  | 0                    | 0                    | 2                    |                      |                      |
| 2007-2008  | Flames de Calgary        | LNH        | 47  | 3                | 2                | 5                | 4                | 2                | 0  | 0                    | 0                    | 0                    |                      |                      |
| 2008-2009  | Lokomotiv Iaroslavl      | KHL        | 36  | 5                | 3                | 8                | 30               | 15               | 3  | 1                    | 4                    | 28                   |                      |                      |
| 2009-2010  | Djurgårdens IF Stockholm | Elitserien | 53  | 24               | 27               | 51               | 32               | 16               | 4  | 9                    | 13                   | 6                    |                      |                      |
| 2010-2011  | Djurgårdens IF Stockholm | Elitserien | 38  | 7                | 16               | 23               | 38               | 7                | 0  | 3                    | 3                    | 2                    |                      |                      |
| 2011-2012  | Djurgårdens IF Stockholm | Elitserien | 51  | 11               | 21               | 32               | 45               | -                | -  | -                    | -                    | -                    |                      |                      |
| 2012-2013  | HV71                     | Elitserien | 53  | 18               | 16               | 34               | 37               | 5                | 0  | 1                    | 1                    | 0                    |                      |                      |
| 2013-2014  | HV71                     | SHL        | 54  | 5                | 12               | 17               | 22               | 2                | 0  | 0                    | 0                    | 0                    |                      |                      |
| 2014-2015  | HV71                     | SHL        | 22  | 3                | 2                | 5                | 20               | -                | -  | -                    | -                    | -                    |                      |                      |
| 2014-2015  | Djurgårdens IF Stockholm | SHL        | 7   | 1                | 2                | 3                | 2                | -                | -  | -                    | -                    | -                    |                      |                      |
| Totaux LNH | Totaux LNH               | Totaux LNH | 521 | 67               | 101              | 168              | 270              | 34               | 4  | 7                    | 11                   | 14                   |                      |                      |

### En équipe nationale
| Année | Compétition                 |   | PJ | B | A | Pts | Pun | +/-                         |  | Résultat |
| 1995  | Championnat d'Europe junior | 5 | 4  | 4 | 8 | 0   | -   | Médaille de bronze          |  |          |
| 1996  | Championnat d'Europe junior | 5 | 3  | 5 | 8 | 10  | -   | Médaille de bronze          |  |          |
| 1996  | Championnat du monde junior | 7 | 3  | 5 | 8 | 0   | -   | Médaille d'argent           |  |          |
| 1997  | Championnat du monde junior | 6 | 0  | 4 | 4 | 29  | -   | Huitième place              |  |          |
| 2003  | Championnat du monde        | 1 | 0  | 0 | 0 | 0   | 0   | Médaille d'argent           |  |          |
| 2004  | Coupe du monde              | 4 | 1  | 0 | 1 | 4   | +1  | Éliminée en quart de finale |  |          |
| 2008  | Championnat du monde        | 9 | 4  | 2 | 6 | 2   | +1  | Quatrième place             |  |          |
| 2009  | Championnat du monde        | 9 | 3  | 3 | 6 | 6   | +2  | Médaille de bronze          |  |          |
| 2010  | Championnat du monde        | 9 | 1  | 1 | 2 | 2   | +3  | Médaille de bronze          |  |          |